# 星光殺機
《星光殺機》（英語：Kill Your Friends）是一部2015年英國黑色喜劇犯罪驚悚片，為歐文·哈里斯執導，約翰·尼文編劇。電影改編自尼文的2008年小說《殺友》。由尼可拉斯·霍特、克雷格·羅勃茲、湯姆·瑞雷、喬治雅·金和艾德·斯克林主演。本片於2015年9月12日的多倫多國際影展上首映。

## 劇情
一名1990年代英國搖滾樂界的音樂製作人終日沉迷於酒精、毒品的花花世界之中，被貪婪與野心驅使的他，不惜使盡背叛、謀殺等可怕手段，只為獲得更高的成就與地位。

## 演員
- 尼可拉斯·霍特 飾 Stelfox
- 詹姆斯·柯登 飾 Waters
- 喬治雅·金 飾 Rebecca
- 克雷格·羅勃茲 飾 Darren
- 吉姆·皮多克 飾 Derek Sommers
- 喬瑟夫·毛利 飾 Trellick
- 艾德·斯克林 飾 Rent
- 湯姆·瑞雷 飾 Parker-Hall
- 愛德·霍格 飾 DC Woodham
- 羅珊娜·艾奎特 飾 Barbara
- 莫里茲·布雷多 飾 Rudi
- 達米安·莫洛尼 飾 Ross
- 艾爾·韋弗 飾 Bill
- 布朗森·韋伯 飾 Hasting
- 艾拉·史密斯 飾 Nikki
- 大衛·艾弗瑞 飾 Fisher

## 製作
電影於2014年3月10日開始在倫敦拍攝，拍了五週後結束。該片主要都是在松林製片廠和大倫敦地區拍攝。

## 外部連結
- 互联网电影数据库（IMDb）上《Kill Your Friends》的资料（英文）
- 爛番茄上《Kill Your Friends》的資料（英文）
- Metacritic上《Kill Your Friends》的資料（英文）

Category:2010年代英語片